# Františka Plamínková
Františka Faustina Plamínková (Praga, 5 de fevereiro de 1875 — Praga, 30 de junho de 1942) foi uma professora, empresária, sufragista e política checoslovaca.

## Biografia

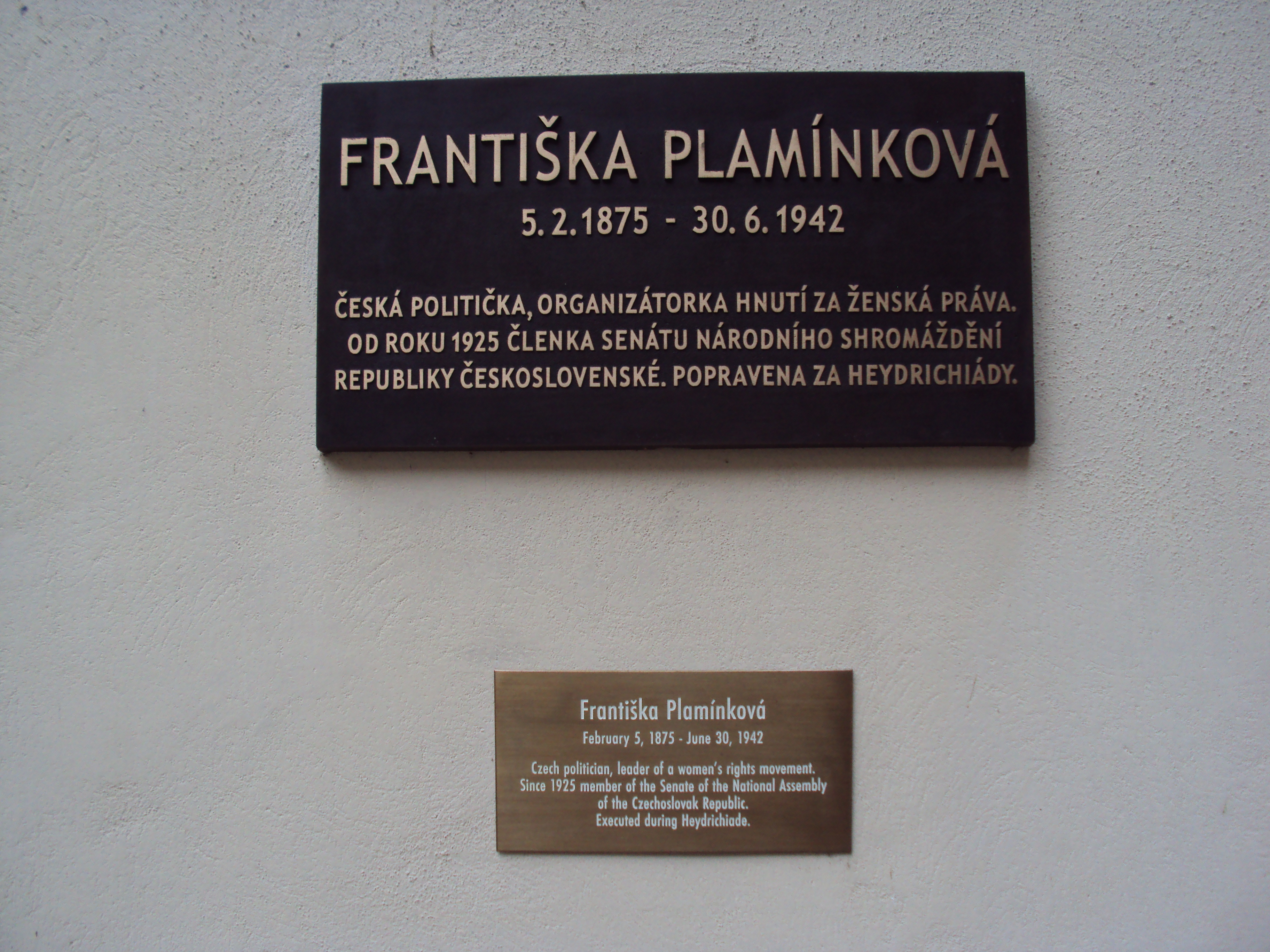
Placa comemorativa da senadora Františka Plamínková no jardim de Wallenstein Palace

Františka Faustina Plamínková nasceu em 5 de fevereiro de 1875 em Praga, Áustria-Hungria para Františka e František Plamínek. Sua família era de origem judaica, seu pai era um sapateiro e ela era a mais nova das três filhas. Depois de completar sua educação básica, ela participou do Instituto de Professores do Estado de Praga.

### Ativismo pelos direitos de ensino e início das mulheres
Plamínková começou a ensinar em 1894 na escola primária em Tábor e depois ensinou, durante os últimos seis meses do ano, em Soběslav. Voltando a Praga em 1895, ela completou seu estágio de ensino em 1900 e foi certificada para ensinar desenho, matemática, física e escrita. Plamínková juntou-se à Associação Checa de Professores e falou contra a lei Austro-Húngara que proibia professoras de se casarem e obrigava que elas permanecessem celibatárias.
Em 1901, fundou o Clube das Mulheres em Praga e quatro anos mais tarde formou o Comitê pelo voto feminino. Plamínková se tornou a força motriz por trás do impulso checo para a emancipação e trabalhou para aumentar a consciência pública sobre a necessidade de direitos de voto. Em suas manifestações, as mulheres apoiaram o direito ao sufrágio universal, tanto para os homens como para as mulheres, a quem foi negado o direito de voto por regra Habsburg. Em 1907, foi concedido aos homens o direito de voto, pelo governo austríaco, para as eleições imperiais, mas, às mulheres foi negado. Plamínková percebeu que o local de lei da Boêmia não chegou a proibir as mulheres a nível provincial e convenceu vários partidos políticos para apresentar candidatos do sexo feminino. Embora nenhuma tenha ganho, o fato se repetiu em eleições subsequentes e serviu como um símbolo do nacionalismo checo. Em 1912, a primeira mulher, Božena Viková-Kunětická, foi eleita e, embora o governador tenha invalidado o resultado, Plamínková e as sufragistas checas adquiriram reconhecimento internacional. Durante este mesmo tempo, Plamínková viajou por toda a Europa e serviu como uma correspondente de notícias na Primeira Guerra Balcânica.

### Político na Primeira República da Checoslováquia
Tentativas da Áustria e Hungria de restringir a liberdade e a anulação do nacionalismo checo durante a Primeira Guerra Mundial, teve o resultado oposto, enquanto forçou exilados a procurar ajuda de aliados ocidentais para pressionar por uma Checoslováquia independente. A Declaração de Washington que institui a República da Tchecoslováquia aboliu a nobreza, redistribui terras nobres e previa a separação de igreja e estado. Também eliminou classe, gênero e as barreiras religiosas, e deu às mulheres a paridade política, social e cultural com os homens. Como aliados ocidentais fizeram da Declaração de Washington uma condição de declarar paz, as mulheres ganharam o direito ao voto em 1918.
As mudanças foram imediatas. A lei que obrigava as professoras a permanecerem solteiras e celibatárias foi abolida em 1919. Um membro do nacional liberal Partido Socialista da Checoslováquia, Plamínková contestou as primeiras eleições locais em 1919. Eleita para servir no Conselho da Cidade de Praga, ela renunciou ao seu cargo de professora. Ela também foi apontada como delegada da Checoslováquia para a Assembleia Geral da Liga das Nações, em Genebra. Na Oitava Conferência da Mulher Sufrágio Aliança Internacional, em Junho de 1920, Plamínková pôde informar que na primeira eleição parlamentar de 1920, 54% dos eleitores eram mulheres, contra 46% de homens; 12% dos postos provinciais foram ocupados por mulheres; 13 dos 302 membros da Câmara dos Deputados eram mulheres; e 3 dos 150 senadores eleitos eram mulheres.
Em 1923, Plamínková percebeu que o legislador não estava interessado em fazer correções no código civil, que traria a igualdade das mulheres. Ela fundou o Conselho Nacional da Mulher, que alinhado com o Aliança Internacional da Mulher e do Conselho Internacional de Mulheres, tornou-se rapidamente um grupo de lobby influente. O ZNR concentrou-se primeiro na mudança do direito da família e do casamento com a esperança de alcançar a igualdade nas leis que regem o casamento e divórcio. Um dos principais objetivos da Plamínková era transformar a atual licença-maternidade remunerada em um direito eficaz, uma vez que, em vez de ser pago o benefício de três meses, as mulheres eram ameaçadas de demissão. Outro foco foi uma alteração ao código que designa o homem como chefe de família, colocando as mulheres na mesma posição como filhos e dar-lhes não dizer em sua vida ou de tutela preocupações econômicas. Ela usou suas habilidades de escrita para mais bandeiras da luta pela emancipação feminina na publicação na Orbis, uma editora fundada em 1923.

### Membro do Senado e presidente
Em 1925, Plamínková foi eleito como vice-presidente do ICW. No mesmo ano, ela contestou a Eleição parlamentar de 1925 de ganhar um assento no Senado da Checoslováquia, cargo que manteria até 1939. Em 1930, ela também servia como vice-presidente da IWSA e tinha sido reeleito para o Senado.
Como a Grande Depressão causou turbulência econômica mundial, o governo checo veio com propostas de austeridade que Plamínková viam como uma ameaça à igualdade. Não foram só as mulheres alvo de despedimento de trabalho, mas os casais, casados ou vivendo juntos, foram ameaçados com reduções salariais, assim como as pessoas solteiras que vivem com seus pais. As propostas aplicada a todos os postos de trabalho, tanto públicas como privadas, e também chamados para cercear benefícios de casais. Plamínková e o ZNR lançou uma onda de protestos no ministros do governo, em 1933, na esperança de parar a legislação. A lei aprovada apesar do protesto, sob a justificativa de que em tempos tão difíceis que era impossível para apoiar as famílias tendo dois empregos quando havia tantas pessoas que tinham nenhum.
Embora o presidente do Senado, em 1936, Plamínková foi incapaz de avançar com alterações ao código da família. Em 1937, Plamínková chamou tanto a seu próprio partido e do legislador por não reconhecer as mulheres como cidadãos, em vez tratá-los legalmente como filhas únicas, mães e esposas. No mesmo ano, a notícia do destino das mulheres sob o regime nazista tornou evidente para Plamínkova que a igualdade na vida pública sob os nazistas era impossível. Enquanto seu partido tinha tomado o novo nome Partido Nacional Socialista da Checoslováquia, em 1926, que não teriam nenhuma afiliação com a nacional-socialista alemã. O partido não buscam o socialismo coletiva, mas sim um sistema justo da igualdade socioeconômica e política. A festa foi um dos principais opositores ao Partido Comunista da Checoslováquia. Ao falar para fora sobre o regime, ela se tornou um alvo de vigilância e em 1938, uma tentativa falhada por Ruzena Bednáříková-Turnwaldová para remover Plamínkova da liderança do ZNR ocorreu. Bednáříková-Turnwaldová era um escritor, editor e diretor do Conselho Nacional da Checoslováquia, uma organização que originalmente formada para integrar os interesses culturais das minorias com os vários partidos políticos. Entre 1939 e 1945, seu foco era sobre a participação das mulheres checas na história do país.

### Terceiro Reich resistência, deportação e morte

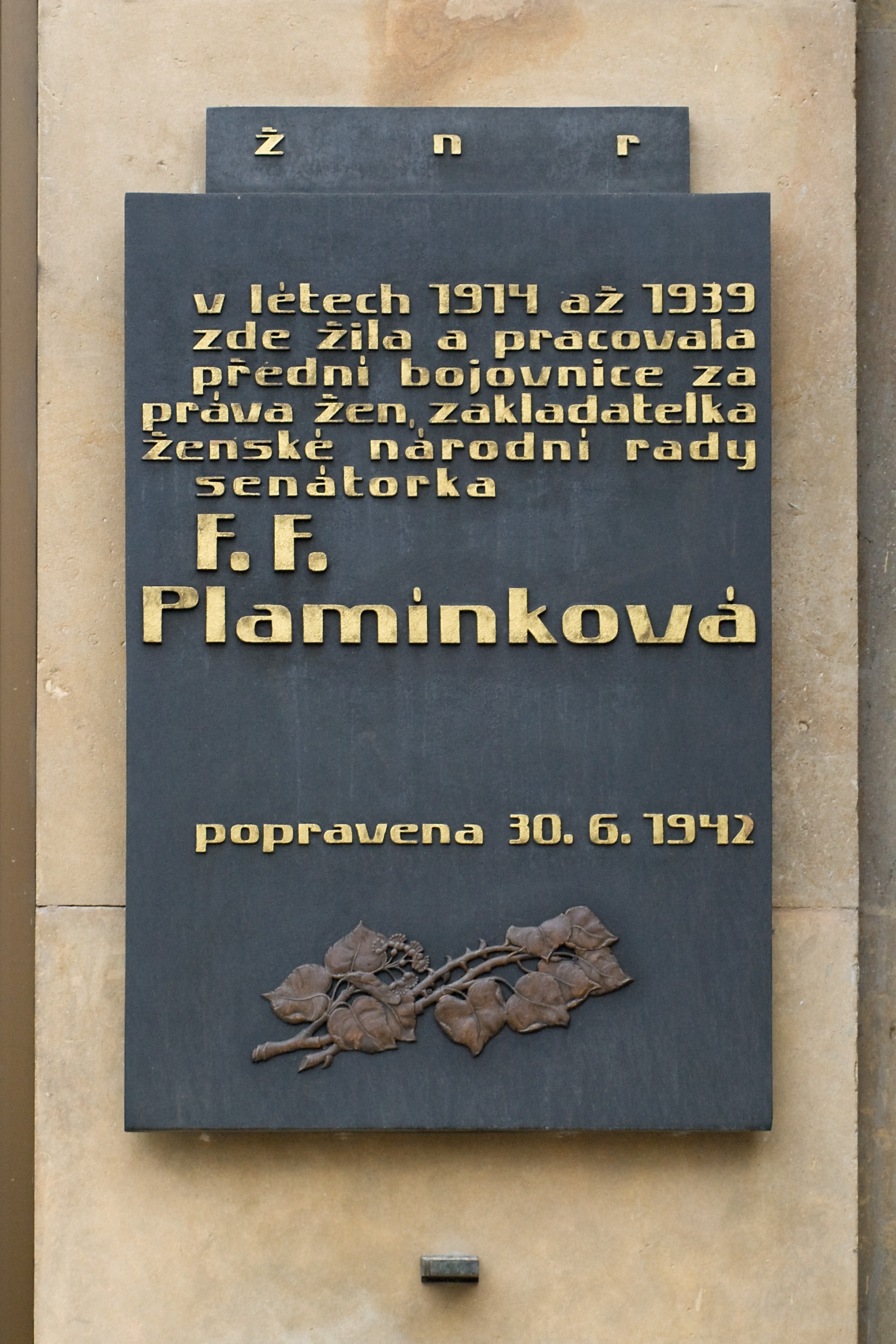
Placa na casa em Praga, onde Plamínková viveu e trabalhou nos anos 1914 até 1939

Entre 1938 e 1939, as tropas de Adolf Hitler ocuparam a maior parte da Checoslováquia e o Acordo de Munique foi assinado. A resposta de Plamínková era escrever uma carta aberta a Hitler, criticando seu regime e a reversão das liberdades. Atender Congresso XIII do IWSA em Copenhague no ano de 1939, amigos lhe pediram para permanecer no exterior, temendo por sua segurança. Ela se recusou, acreditando que poderia contribuir mais para o povo checo em casa. Ela foi presa pela Gestapo em 1939 e mais tarde libertada, embora mantida sob vigilância.
Enquanto todos os outros partidos políticos em oposição aos nazistas foram oficialmente proibidos, e a Parceria Nacional foi estabelecida como o único partido permitido, ZNR tentou convencer a Plamínková a apoiar os seus objetivos, mas ela se recusou, preferindo trabalhar em silêncio para restaurar direitos sem se alinhar com qualquer postura política. Desvirtuar o silêncio como uma oposição velada à mudança e supressão por Plamínkova, Karel Werner, jornalista e simpatizante alemão, com Lista Polední (a notícia do meio-dia) escreveu um artigo de ataque a Plamínková e o ZNR. Plamínková estava furiosa, acreditando que o artigo resultaria no desaparecimento da organização das mulheres. Ela programou uma série de palestras na esperança de promover o nacionalismo Checo que se concentrou em escritoras femininas, a língua e a cultura checa. A última palestra, na religião, não foi realizada.
Plamínková foi presa novamente em 1942 após o assassinato de Reinhard Heydrich e levada para Theresienstadt. Alguns relatórios indicaram que Plamínková foi enforcada pelos nazistas, mas os registros no Campo de Tiro de Kobylisy confirmam que ela foi baleada em 30 de junho de 1942.